# Ogcodes guttatus
Ogcodes guttatus este o specie de muște din genul Ogcodes, familia Acroceridae, descrisă de Costa în anul 1854. Conform Catalogue of Life specia Ogcodes guttatus nu are subspecii cunoscute.